# Unione Stampa Periodica Italiana
L'Unione Stampa Periodica Italiana (USPI) è una associazione di editori. È nata nel 1953 come organizzazione a tutela della stampa periodica culturale e scientifica.

## Storia
L'evoluzione dell'associazionismo editoriale e giornalistico in Italia parte dalla fondazione dell'Associazione della Stampa Periodica Italiana (ASPI) nel 1877.
Inizialmente, l'associazione aveva come obiettivo la risoluzione di dispute morali tra editori e giornalisti e si concentrava sulla documentazione delle testate italiane.. Con l'ascesa del regime fascista, le associazioni di stampa subirono soppressioni e imposizioni governative, ma nel dopoguerra le associazioni vennero ricostituite.
Dunque, nel 1953, grazie all'iniziativa di Gianni Robert, nacque l'USPI che, come l’ASPI, era composta da editori e giornalisti, secondo l’originaria visione associativa.

### Gli anni 1960 e 1970
Negli anni sessanta e settanta, sotto la guida di Giovanni Terranova, l'USPI ampliò la propria base associativa per includere periodici locali e offrire nuovi servizi ai soci come formazione e consulenza editoriale.
Gian Domenico Zuccalà, Segretario Generale dal 1972 e Presidente dal 1998, rafforzò i rapporti dell'USPI con istituzioni e governi, rivendicando il riconoscimento della categoria e promuovendo un dialogo costruttivo con enti e associazioni di settore. Nonostante questi sforzi, la visibilità dell'editoria medio-piccola restò parziale e intermittente, costringendo l'USPI a riaffermarne costantemente il valore culturale..
Negli anni settanta, Zuccalà adottò una strategia sindacale per ottenere una normativa fiscale vantaggiosa per i periodici e agevolazioni postali, culminata nella Legge n. 172/1975 che sancì i primi benefici statali per l'editoria minore. Tuttavia, l'applicazione della legge evidenziò lacune, richiedendo interventi unificati e una visione normativa più ampia.
L'introduzione delle Regioni negli anni settanta aprì una nuova fase per l'editoria locale, e l'USPI promosse un ruolo attivo delle Regioni per sostenere la stampa regionale. Nonostante le proposte innovative dell'USPI, come la creazione di “centri stampa” regionali, solo alcune Regioni offrirono supporti significativi, e il dialogo con lo Stato rimase parzialmente inascoltato.

### Gli anni 1980
Nel 1987, fu ridefinita come sindacato di editori, focalizzandosi sulla dimensione aziendale dei membri piuttosto che sui contenuti. In quegli anni, USPI ha esteso la sua rappresentanza a editori medio-grandi, mantenendo un orientamento verso l'editoria pura e indipendente, senza interessi in altri settori economici.
L’USPI intervenne anche nella stesura della Legge n. 416/1981, concepita per sostenere i quotidiani ma estesa anche ai periodici, sebbene con risorse e vantaggi inferiori.
La Legge n. 416 ha portato innovazioni e contributi finanziari ma la sua applicazione è stata complessa, generando critiche per l'eccessiva burocrazia e la scarsa attenzione ai periodici minori.
Negli anni 1980, l'USPI si focalizzò sul miglioramento delle condizioni economiche dell'editoria minore, sostenendo l'uso delle nuove tecnologie digitali per agevolare la produzione editoriale.
Alla fine degli anni ottanta, il sistema di sovvenzioni all'editoria in Italia, basato sulla Legge n. 416/1981, necessitava di un aggiornamento. L'USPI promosse una campagna per preservare gli aiuti all'editoria medio-piccola, mentre la Legge n. 67/1987 fornì benefici come l'abbassamento dell'IVA e contributi per riviste culturali.
Dalla metà degli anni ottanta, l'editoria medio-piccola italiana subì profondi cambiamenti a causa delle trasformazioni tecnologiche, sociali e delle mutate preferenze dei lettori. La rivoluzione digitale e la diffusione dei personal computer resero difficile per i piccoli editori competere con i grandi gruppi editoriali. La figura tradizionale dell'editore "fai da te" andò scomparendo, con molte testate costrette a chiudere. Solo gli editori investirono nella modernizzazione e nella professionalizzazione riuscirono a sopravvivere. L'USPI affrontò queste sfide nei suoi Congressi, evidenziando la necessità di innovazione e adattamento, e promuovendo la specializzazione e il legame con il territorio come strategie per la stampa periodica minore.
Il contributo dell'USPI alla professionalizzazione degli editori medio-piccoli riconoscendo l'obsolescenza del modello dell'editore tuttofare, fu quello di incoraggiare i piccoli editori a adottare una visione imprenditoriale più strutturata.
L'USPI contribuì in modo significativo alla formazione professionale degli editori medio-piccoli istituendo, dal 1988, stage estivi in collaborazione con l'Università di Urbino. Questi corsi hanno fornito competenze in sociologia della comunicazione, diritto editoriale e gestione aziendale, preparando gli editori alle sfide tecnologiche e di mercato. Inoltre, la riduzione degli aiuti statali spinse gli editori a fare affidamento sulle proprie risorse, sviluppando una cultura d'impresa per rimanere competitivi e innovativi nel panorama editoriale.

### Gli anni 1990 e 2000
Nei successivi anni novanta, i finanziamenti furono indirizzati verso testate, come giornali di partito e cooperative. L'USPI si oppose, richiedendo un sistema di sostegno meno legato alla politica.
Il XIII Congresso dell'USPI del 1991 evidenziò l'urgenza di riformare le agevolazioni postali per l'editoria medio-piccola, criticando le proposte che favorivano principalmente i grandi editori. Durante gli anni novanta, il tema rimase centrale per l'USPI, che cercò di proteggere le piccole testate dai tagli ai sussidi e dalle inefficienze di Poste Italiane.
Negli anni novanta, l'USPI affrontò varie problematiche legate alla contrattualizzazione dei dipendenti nell'editoria medio-piccola e alle agevolazioni postali. Per evitare i costi del Contratto FIEG, i piccoli editori preferivano collaboratori free-lance. Tuttavia, con la crescita delle aziende medio-piccole, l’USPI negoziò contratti con CONFAPI per regolare i rapporti di lavoro in modo più strutturato.
Parallelamente, la distribuzione rimaneva un tema strategico, con l'USPI in costante confronto con Poste Italiane per garantire servizi efficienti a costi sostenibili. Già dagli anni cinquanta, l'USPI aveva combattuto contro i disservizi e le ingiustizie tariffarie, ottenendo nel 1981 una riduzione delle tariffe postali del 50%. Tuttavia, negli anni novanta la minaccia di riforme postali e la pressione per l'eliminazione delle agevolazioni misero a rischio la sopravvivenza dell'editoria minore, spingendo l'USPI a continuare le sue battaglie per preservare condizioni agevolate.
Parallelamente, la sfida della distribuzione continuava ad evolversi. L'USPI firmò accordi con gli edicolanti per supportare la diffusione dei periodici minori, nonostante la crescente saturazione delle edicole e la difficoltà per i piccoli editori di competere con i grandi gruppi pubblicitari. Negli anni novanta, furono sperimentati canali alternativi come supermercati e tabaccherie, ma con risultati limitati. L'avvento di Internet, però, iniziava a offrire una nuova possibilità di distribuzione digitale, aprendo prospettive innovative per gli editori.
Nello stesso decennio, l'editoria periodica abbracciò Internet come una nuova opportunità, pur incontrando difficoltà iniziali nel tradurre i contenuti cartacei nel formato digitale interattivo. Il vero potenziale della rete risiedeva nell'interattività, che trasformava i lettori da consumatori passivi a partecipanti attivi, creando un dialogo continuo tra lettore e periodico.
Al XV Congresso USPI del 1996, l'avv. Giuseppe Corasaniti esortò gli editori a investire in strategie multimediali, considerandole essenziali per competere nell'era digitale. Mario Morcellini, professore emerito di Sociologia dei processi culturali e comunicativi presso l’Università di Roma “Sapienza”, al Congresso del 1999, evidenziò la specificità comunicativa dei periodici, soprattutto locali e specializzati, nell'instaurare legami più intensi con i lettori.
Il Congresso esplorò anche le sfide legali del “cyberlaw”, con molti esperti che sottolineavano la necessità di regolamentare le testate online, mentre altre voci, come il Cardinale Tonini, incoraggiavano un equilibrio tra stampa tradizionale e digitale.
Dalla fine degli anni novanta, molti periodici si trasferirono online, spesso senza equivalenti cartacei, e l'USPI iniziò a rappresentare formalmente i periodici elettronici (dal 2002), segnando una svolta verso un'editoria integrata e tecnologicamente avanzata.
Nel 1999, dopo la morte di Gian Domenico Zuccalà, Francesco Saverio Vetere divenne Segretario Generale dell'USPI, affiancato da Mario Negri come Presidente.  Questo passaggio di leadership ha segnato l'inizio di un periodo di rinnovamento, con l'obiettivo di rappresentare meglio le esigenze dei piccoli editori e rilanciare l'autorità dell'associazione.  Vetere adottò una strategia basata sul pluralismo e sul dialogo politico, evidenziando il valore economico e culturale dell'editoria medio-piccola, spesso trascurata rispetto ai grandi gruppi editoriali.
Una delle prime azioni fu l'avvio di un'indagine sulla forza lavoro dell'editoria “minore”, che rivelò un impiego significativo di giornalisti e collaboratori, smentendo l'idea che il settore fosse marginale.
La Legge n. 62/2001 segnò un'importante riforma, includendo numerose proposte dell'USPI, come la definizione di “prodotto editoriale” per comprendere anche i periodici online, la semplificazione dell'accesso al credito agevolato e il supporto alla stampa di alto valore culturale.
Vetere si impegnò anche per ottenere proroghe sulle tariffe postali agevolate e per contrastare una riforma postale che avrebbe penalizzato le piccole testate. Durante il suo mandato, l'USPI riuscì a far approvare la Legge n. 62/2001 per la riforma del settore editoriale, nonostante la complessità nella gestione della distribuzione, che rimase un tema aperto.
Con il rilancio dell'USPI, Francesco Saverio Vetere avviò una profonda riorganizzazione interna per trasformare l'Unione da semplice apparato di segreteria a struttura altamente professionale.  Ogni funzionario fu assegnato a un settore specifico, migliorando la gestione delle problematiche editoriali, dalla distribuzione alle questioni legali e contrattuali. Si stabilirono rapporti con consulenti esterni qualificati, specializzati anche nel diritto editoriale e del lavoro. 
Gli uffici furono informatizzati, il sito web dell'USPI divenne un punto di riferimento per i soci e vennero offerte consulenze gratuite in vari ambiti, tra cui marketing editoriale e diritto d'autore.
L'USPI incrementò inoltre il numero di servizi per i soci, testimoniato dall'aumento delle consulenze, passate da 253 a 450 mensili tra il 2001 e il 2002.  La 12ª edizione della “Guida della Stampa Periodica Italiana” fu aggiornata e arricchita, fornendo un supporto fondamentale agli editori.
Si proseguì il dialogo con il governo per ottenere agevolazioni postali e facilitazioni burocratiche per i piccoli editori, assicurando che la riforma rispondesse alle esigenze del settore.  Nel 1999, Francesco Saverio Vetere affrontò la riforma delle tariffe postali, che proponeva di sostituire le agevolazioni tradizionali con un sistema di rimborsi ridotti. Vetere lavorò con le forze politiche per rinviare la riforma fino al 2003, salvaguardando i piccoli editori da gravi difficoltà economiche.
La base associativa dell'USPI crebbe grazie a campagne di iscrizione annuali, con 400 nuove testate iscritte nel 2000.  Inoltre, fu inaugurata la “Biblioteca USPI” e un nuovo auditorium per incontri e convegni, contribuendo a rafforzare l'identità culturale e professionale dell’associazione.
Nel 2000, l'USPI organizzò un Forum a Frascati per discutere il futuro dell'editoria locale nell'era di Internet. L'evento vide la partecipazione di esponenti istituzionali e del settore editoriale, affrontando le sfide e le opportunità della rivoluzione telematica. Era evidente che Internet offriva un potenziale unico per l'interattività e il pluralismo, ma anche nuovi problemi, come l'incertezza sui ricavi pubblicitari. Il dibattito dimostrò un interesse prudente da parte dei piccoli editori, che temevano i costi e i rischi legati al digitale.
Il 2001 vide una crescita di siti web e pubblicazioni online, ma molti editori mantennero una posizione cauta, ritornando spesso ai prodotti stampati di fronte a scarsi ricavi pubblicitari online. La situazione rifletteva una tensione tra innovazione e tradizione, con i piccoli editori attenti a bilanciare i rischi del digitale e le difficoltà della stampa tradizionale.
Negli anni successivi, il confronto tra editoria digitale e cartacea si incentrò sulla gratuità dei contenuti. Con l'avvento di Internet, molti servizi di accesso e connessione sono diventati gratuiti, sfidando i quotidiani a pagamento. La carta stampata rispose con il fenomeno della free-press, che ebbe un successo immediato grazie alla qualità dei contenuti e ai ritorni pubblicitari, considerate più in termini di contatti che di lettori veri e propri.
Parallelamente, l'USPI si impegnò a promuovere la stampa periodica italiana nel mondo, firmando nel 2002 un protocollo d'intesa con la FUSIE (Federazione Unitaria Stampa Italiana all’Estero) per creare il “Coordinamento mondiale della Stampa Periodica Italiana”. Questo organismo mirava a sostenere la stampa italiana all'estero e migliorare la comunicazione per le comunità di emigrati italiani, soprattutto in vista del loro diritto di voto.
L'USPI ha una lunga storia di internazionalizzazione attraverso mostre e convegni, promuovendo il pluralismo culturale italiano. Eventi significativi includevano scambi culturali e incontri politici, come la mostra di stampa a Varsavia e i convegni in Europa e Cina, che hanno consolidato il ruolo della stampa italiana come strumento di dialogo e promozione culturale globale.

### Gli anni 2010 e 2020
In questi anni, il settore dell'editoria italiana ha attraversato profonde trasformazioni, influenzate dall'avvento dell'era digitale, dai cambiamenti normativi e dalle sfide economiche. L’USPI ha giocato un ruolo cruciale in questo contesto, adattandosi alle nuove dinamiche e sostenendo gli editori nel navigare attraverso un panorama mediatico in continua evoluzione.

## L'emergere dell'editoria online e l'azione dell'USPI
All'inizio degli anni 2000, l'USPI ha riconosciuto l'importanza crescente dell'editoria online. Nonostante le testate digitali non fossero ancora equipaggiate ai prodotti giornalistici tradizionali, era evidente che il futuro dell'informazione sarebbe stato dominato dalla rete. All'epoca, l'accesso all'informazione online era limitato dalla mancanza di dispositivi come gli smartphone, ma l'USPI auspicava già una regolamentazione che proteggesse e sostenesse i nuovi media digitali, inclusa l'erogazione di contributi economici per promuovere la qualità e l'accessibilità dell'informazione.
Il percorso verso la parificazione tra editoria tradizionale e digitale è stato lungo e ostacolato da interessi lobbistici che miravano a mantenere i finanziamenti pubblici concentrati sui grandi gruppi editoriali. L'USPI ha deciso di includere le testate online all'interno dell'associazione, collaborando con i nuovi editori per comprendere meglio le dinamiche del mondo digitale e adattare le proprie strategie.
Questa trasformazione ha portato alla nascita di numerose testate online, sia locali che nazionali, di alta qualità. Tuttavia, molti giornali di nicchia, migrando online, hanno perso la qualifica di testata registrata, poiché nel mondo digitale non esisteva l'obbligo di registrazione previsto per l'editoria tradizionale. Ciò ha portato a una ridefinizione del numero di testate registrate nella stampa periodica tradizionale.
Con l'avvento di blog, piattaforme social e podcast con contenuti giornalistici non soggetti a registrazione, l'USPI ha riconosciuto la necessità di rappresentare anche queste nuove forme di informazione. 
Ha sottolineato agli editori l'importanza di applicare trattamenti economici e normativi conformi ai contratti giornalistici, indipendentemente dal mezzo di diffusione. In questo contesto, è stato firmato il contratto giornalistico FIGEC CISAL – USPI nel 2023, pensato per rispondere alle esigenze di un settore in continua evoluzione.
Nel gennaio 2025, ha dato vista a una casa editrice libraria, USPI Editore, con lo scopo di sviluppare la produzione di testi sul settore editoriale, sul giornalismo e sulla libertà di stampa, ma anche sulla comunicazione e sulle nuove forme di diffusione di contenuti, destinata a studenti, professionisti e lettori che vogliono avvicinarsi alla materia.

## Il nuovo Contratto Collettivo Nazionale di Lavoro FIGEC CISAL – USPI
Nel febbraio 2023, l'USPI e la FIGEC CISAL (Federazione Italiana Giornalismo, Editoria e Comunicazione) hanno firmato un nuovo Contratto Collettivo Nazionale di Lavoro giornalistico. Questo contratto, frutto della collaborazione tra il sindacato dei giornalisti e l'associazione degli editori, riconosce le mutate esigenze del mondo editoriale e cerca di rispondere alle problematiche dei lavoratori del settore.
Il contratto FIGEC CISAL-USPI presenta alcune novità, prima tra tutte gli aumenti retributivi: con effetto retroattivo dal 1º gennaio 2023, sono stati previsti aumentanti salariali di oltre il 5% per tutti i lavoratori, riconoscendo il valore del loro contributo in un settore in trasformazione. Il CCNL introduce nuove figure professionali riconosciute e regolamentate nuove qualifiche, come caporedattore, inviato e vaticanista, oltre alle figure legate ai media digitali e alle piattaforme multimediali. Si ampliano inoltre le tutele e i diritti dei lavoratori con contributi per la previdenza complementare, assistenza sanitaria integrativa gratuita tramite l'ENBIC e permessi per l'aggiornamento professionale e l'acquisizione di crediti formativi. Sono valorizzati nel CCNL l’inclusione e il rispetto delle diversità con particolari disposizioni per rispettare le festività religiose di culti diversi da quello cattolico e, per la prima volta, è stata inserita la domenica di Pasqua tra i giorni festivi riconosciuti. Per finire, il CCNL rinnova l'accordo sul lavoro autonomo, garantendo un trattamento economico minimo per i collaboratori coordinati e continuativi e introducendo una clausola di garanzia per il pagamento proporzionale delle prestazioni.

## Le sfide legislative e il futuro dei contributi all'editoria
Parallelamente alle trasformazioni interne al settore, l'editoria italiana ha dovuto confrontarsi con i cambiamenti normativi che hanno messo in discussione il sostegno pubblico al settore. La Legge n. 145/2018, conosciuta come Legge di Bilancio 2019, promossa dall'ex sottosegretario all'Informazione e all'Editoria, Vito Crimi, prevedeva la progressiva eliminazione dei contributi pubblici all'editoria nell'arco di quattro anni. Il cosiddetto "comma Crimi" stabiliva un decremento graduale dei finanziamenti fino alla loro totale soppressione.
Nonostante il cambio di esponenti al Dipartimento per l'Informazione e l'Editoria, nessuno ha abrogato la norma; sono state concesse solo proroghe per ritardarne l'attuazione.
Questa situazione ha generato incertezza nel settore, poiché i contributi pubblici rappresentano una fonte di sostegno fondamentale, soprattutto per le realtà editoriali medio-piccole.
L'USPI ha osservato con preoccupazione queste evoluzioni, riconoscendo l'importanza di un sostegno pubblico che favorisce il pluralismo dell'informazione e la diversità delle voci nel panorama mediatico italiano.
L’Unione è presente anche nei principali strumenti per le attività di comunicazione, informazione, ufficio stampa e relazioni pubbliche come l’Agenza del Giornalista, Media Address e Dati e tariffe pubblicitarie.
Dal 2021 è anche iscritta, come organizzazione, al Registro per la trasparenza Ue, una banca dati di gruppi d'interesse specifici il cui obiettivo è influenzare il processo legislativo e di elaborazione delle politiche delle istituzioni europee.

## Le prospettive future e l'avvento dell'Intelligenza Artificiale (IA)
Guardando al futuro, il settore dell'editoria si trova di fronte a nuove sfide legate all'innovazione tecnologica. L'Intelligenza Artificiale sta emergendo come un fattore che potrebbe trasformare ulteriormente il modo in cui l'informazione viene prodotta e distribuita. Pur non credendo che l'IA possa sostituire completamente il giornalismo tradizionale, è plausibile che possa influenzare il numero di giornalisti impiegati e le competenze richieste.
USPI riconoscendo i cambiamenti che la tecnologia ha sempre portato nel lavoro umano, promuove un approccio proattivo, volto a cogliere le opportunità offerte dall'IA e a integrare le nuove tecnologie in modo da arricchire l'informazione senza sacrificarne la qualità.

## Presidenti e Segretari Generali USPI

### Presidenti USPI
- Mario Pantaleo
- Ernesto Radaelli (1969 - 1986)
- Vittorio Ciampi (1986 - 1992)
- Dario Di Gravio (1992 - 1998)
- Gian Domenico Zuccalà (1998 - 1999)
- Mario Negri (1999 - 2007)
- Antonio Barbierato (2007 - 2016)
- Giorgio Zucchelli (2016 - 2022)
- Antonio Delfino (2022 - ad oggi)

### Segretari Generali
- Gianni Robert (1953 - 1969)
- Giovanni Terranova (1969 - 1972)
- Gian Domenico Zuccalà (1972 - 1999)
- Francesco Saverio Vetere (1999 - ad oggi)

## Opere
- Francesco Saverio Vetere, Informazione e disinformazione, Roma, USPI Editore, 2025, ISBN 9798308532446.
- Francesco Saverio Vetere, Introduzione al Management dell’editoria periodica, Roma, USPI Editore, 2025, ISBN 9798311595094.
- Francesco Saverio Vetere, Libertà di stampa e sostegno pubblico, Roma, USPI Editore, 2025, ISBN 9798311608503.
- Francesco Saverio Vetere, Istituzioni di editoria periodica – Volume 1 Storia e Principi, Roma, USPI Editore, 2025, ISBN 9791282213004.
- Francesco Saverio Vetere, Istituzioni di editoria periodica – Volume 2 Norme e Management, Roma, USPI Editore, 2025, ISBN 9791282213028.
- Irene Vitale, Introduzione all’editoria periodica digitale, Roma, USPI Editore, 2025, ISBN 9791282213059.
- Francesco Saverio Vetere, La Fiamma e l’Incendio, Genealogia critica dei mezzi di comunicazione, Roma, USPI Editore, 2025, ISBN 9791282213011.